# Michael Nassatisin

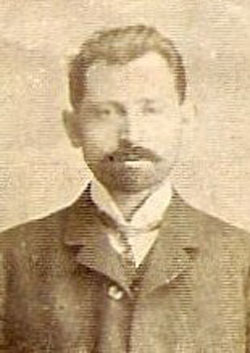
Michael Nassatisin

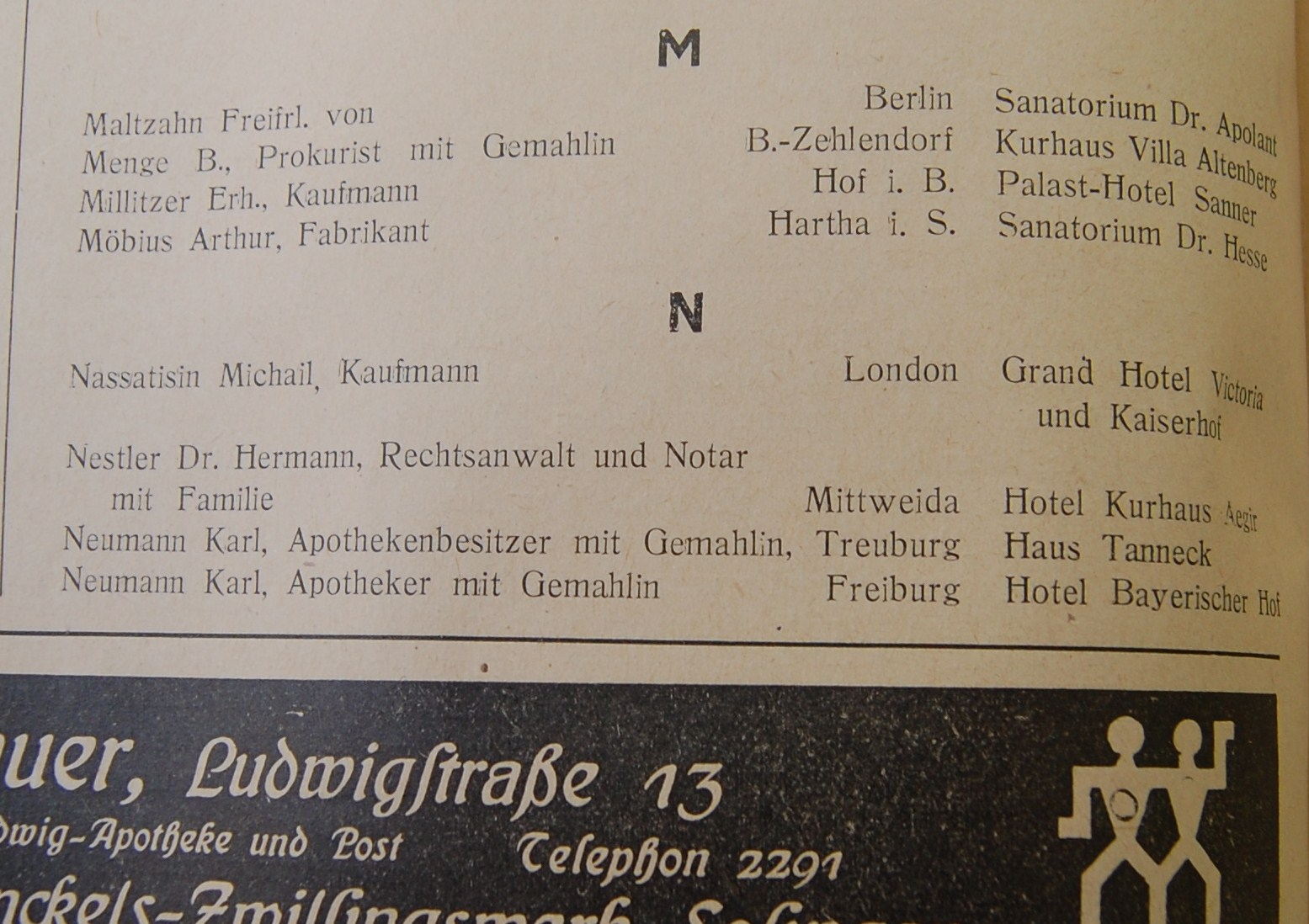
Eintrag in der „Amtlichen Kurgastliste“ vom 5. August 1931

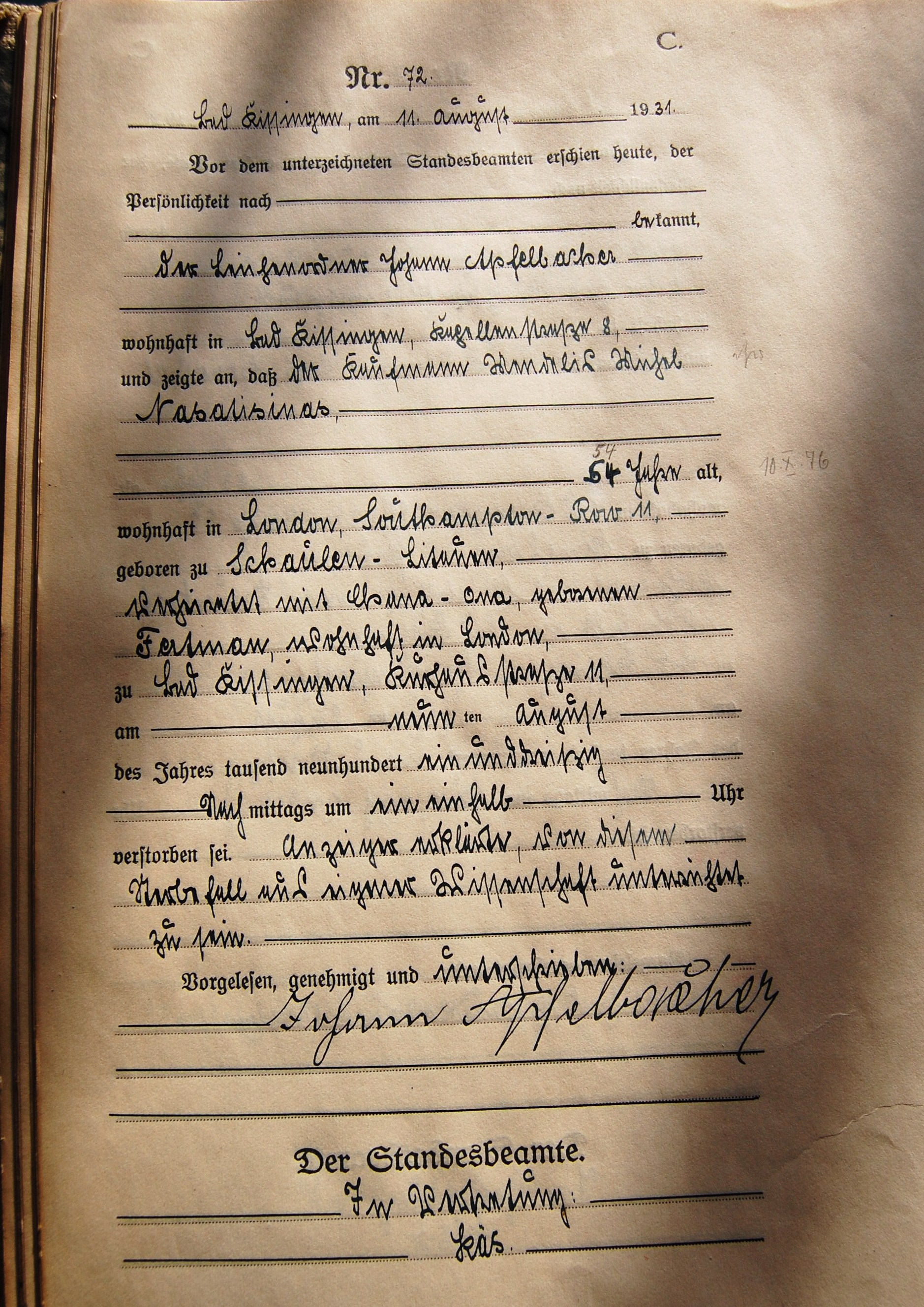
Eintrag Nr. 72 im Sterberegister am 11. August 1931

Mendel Michail (Michael) Ossip Nassatisin (* 10. Oktober 1876 in Schaulen, Russisches Kaiserreich; † 9. August 1931 in Bad Kissingen, Unterfranken) war ein jüdischer Großhändler und Philanthrop.

## Leben
Er war der Sohn des Gastwirts Ossip Nassatisin (1825–??) in Gorodok (Gouvernement Witebsk, heute Belarus). Nassatisin wurde Flachs- und Jute-Händler in Wyatko. Nachdem er zu einigem Wohlstand gekommen war, siedelte er nach Moskau um, von wo er Flachs und Jute nach Deutschland, England, Frankreich und sogar in die Vereinigten Staaten exportierte. Er baute sich einen großen Freundeskreis auf – nicht nur unter Kaufleuten, sondern auch unter jenen Intellektuellen, die die Russische Revolution vorbereiteten.
Zu dieser Zeit war Nassatisin auch mit Alexander Fjodorowitsch Kerenski eng befreundet und arbeitete für ihn und seine revolutionäre Übergangsregierung als Handelsberater für Flachs und Jute. Nach dem Fall Kerenskis versuchte er, auch für die neue Regierung arbeiten zu können, und wurde schließlich Berater bei der staatlichen Handelsorganisation (Russian Government Trading Organisation).
Im Jahr 1921 ging Nassatisin für die Handelsorganisation nach London und arbeitete in der dortigen Niederlassung. In England traf er auf viele seiner alten Kunden aus der vorrevolutionären Zeit, die ihre Rechnungen bei ihm noch nicht beglichen hatten. Nassatisin kündigte bei der Handelsorganisation und ließ sich in England mit seiner Firma „Nassatisin Limited“ als Flachs- und Jute-Händler nieder. Er forderte bei seinen Altkunden die ausstehenden Rechnungsbeträge erfolgreich ein und kam durch seine Handelstätigkeit wieder zu großem Wohlstand.
Nassatisin wurde in der Zionistischen Weltorganisation aktiv, war mit Nachum Sokolow befreundet und galt selbst als zionistischer Führer. Er investierte u. a. in den Aufbau des palästinensischen Wirtschaftssystems.
Nur wenige Tage nach seiner Ankunft Anfang August 1931 aus London – er wohnte damals in der 11 Southampton Row – zu einem Kuraufenthalt im „Grand Hotel Victoria und Kaiserhof“ in Bad Kissingen starb Nassatisin am 9. August 1931 im Alter von nur 54 Jahren in der Kurstadt. In der Praxis des Arztes Dr. Arthur Pick, Kurhausstraße 11, wurde sein Tod festgestellt. Zunächst wurde er am 14. August auf dem Bad Kissinger Friedhof begraben, bald danach wurde sein Leichnam von seinem Neffen Myer J. Liberson nach London überführt. Die Zeitung „Der Israelit“ berichtete am 20. August 1931, sein Leichnam solle später in Erez Jisroel (Israel) beigesetzt werden. Die tatsächliche Grabstelle ist nicht bekannt.
Nassatisin war schon in Russland mit Anna Levovna Fertman (1875–1934) verheiratet, die ihm später nach London folgte.